# Mesochorus rallus
Mesochorus rallus là một loài tò vò trong họ Ichneumonidae.